# Otto-Friedrich-Universität Bamberg
Die Otto-Friedrich-Universität Bamberg ist eine staatliche Universität in Oberfranken. Bereits im 17. Jahrhundert gegründet, zählt sie zu den frühneuzeitlichen Universitäten in Europa.
Die Universität umfasst vier Fakultäten und verteilt sich auf drei zentrale Standorte. Die Geistes- und Kulturwissenschaften sowie die humanwissenschaftliche Fakultät befinden sich in historischen Gebäuden inmitten des UNESCO-Welterbes der Innenstadt. Die Sozial- und Wirtschaftswissenschaften sind in der Feldkirchenstraße im Osten der Stadt angesiedelt. Die Fakultät für Wirtschaftsinformatik zog 2012 auf den neuerbauten Campusteil auf der ERBA-Insel im Stadtteil Gaustadt.
Im Wintersemester 2023/24 waren an der Universität Bamberg etwa 11.000 Studierende eingeschrieben.

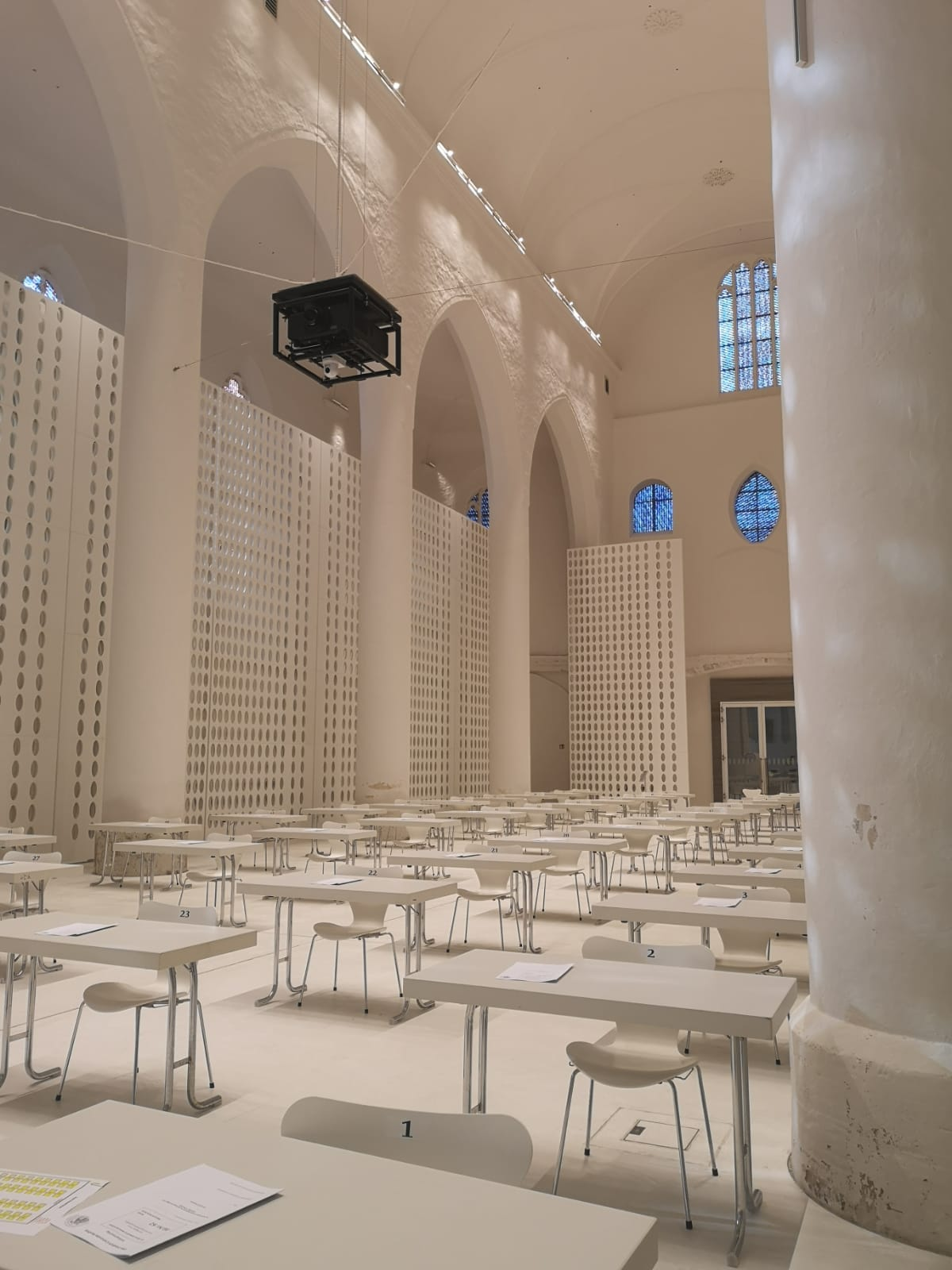
Aula der Universität im ehemaligen Dominikanerkloster

## Geschichte

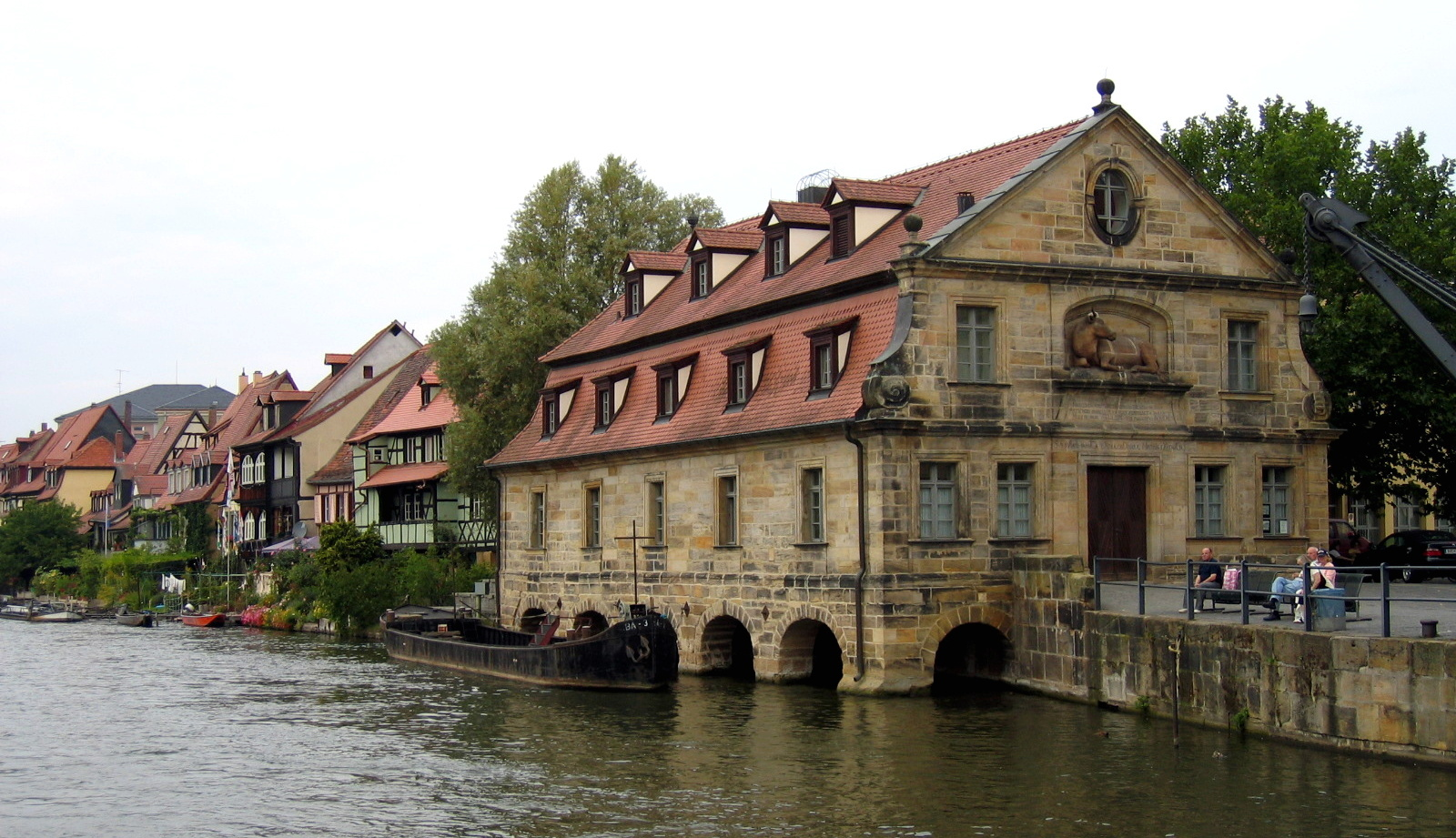
Das alte Schlachthaus wird heute vom Institut für Geographie genutzt

Den heutigen Namen trägt die Universität seit dem 1. Oktober 1988. Er erinnert an die im 18. Jahrhundert verwendete Bezeichnung Universitas Ottoniana Fridericiana. Damit geehrt werden ihr Gründer Melchior Otto Voit von Salzburg und ihr Förderer Friedrich Karl von Schönborn. Für das Wiederaufleben dieses Namens hatte sich der damalige Präsident Siegfried Oppolzer eingesetzt.

### Academia Bambergensis (1647)
Den Grundstein für die Universität Bamberg legte der Bamberger Fürstbischof Melchior Otto Voit von Salzburg, indem er am 14. November 1647 das damalige Jesuitenkolleg, das auf eine von Kaiser Heinrich II. gegründete Domschule zurückging, um die beiden Fakultäten Philosophie und Theologie zur Academia Bambergensis erweiterte. Kaiser Ferdinand III. und Papst Innozenz X. verliehen der jungen Universität im folgenden Jahr alle akademischen Privilegien. 1648 wurde sie als Academia Ottoniana feierlich eröffnet.

### Universitas Ottoniano-Fridericiana (1773)
Bis 1770 wurde die Universität durch Fürstbischof Friedrich Karl von Schönborn um eine Juristische Fakultät erweitert und damit zur Volluniversität ausgebaut. Durch die Errichtung einer Medizinischen Fakultät durch Fürstbischof Adam Friedrich von Seinsheim wurde sie zur klassischen Vierfakultätenuniversität. Im Jahr 1773 erhielt sie den Namen Universitas Ottoniano-Fridericiana. 1803 wurde die Vierfakultätenuniversität im Zuge der Säkularisation des Hochstifts Bamberg wieder aufgehoben.

### Fortführung der Studien nach 1803
Die theologisch-philosophischen Studien konnten jedoch auch nach 1803 fortgesetzt werden. Die beiden Fakultäten der Theologie und Philosophie bestanden als Lyzeum weiter. Die Medizinische Fakultät musste im Oktober 1809 ihre Lehrtätigkeit einstellen und wurde zunächst durch eine „landärztliche Schule“, die bis 1823 unter Aufsicht eines Landgerichtsarztes arbeitende „Landärzte“ ausbildete, von einer Chirurgenschule und 1836 von einer bis 1841 bestehenden Baderschule ersetzt.

### Philosophisch-Theologische Hochschule (1923–1972)
1923 wurde eine Philosophisch-Theologische Hochschule (PTH) gegründet. In der Zeit des Nationalsozialismus musste sie am 9. Oktober 1939 schließen. Die Militärregierung in der Amerikanischen Besatzungszone genehmigte am 10. Oktober 1945 die Wiedereröffnung. So ging sechs Monate nach dem Zweiten Weltkrieg die Lehre weiter, vornehmlich in Rechtswissenschaft, Naturwissenschaften und Pharmazie. Trotzdem blieb es bei der Beschränkung auf eine Philosophisch-Theologische Hochschule. Infolgedessen wurden Fächer, die an sich nicht zum Profil der Hochschule gehört hatten, wieder abgeschafft. Es blieben die Philosophie, die Theologie und ein Lehrstuhl für Kunstgeschichte, der aber aufgrund mangelnder Studierendenzahlen in einen Lehrstuhl für Pastoraltheologie umgewidmet werden sollte.

### Pädagogische Hochschule Bamberg (1958–1972)
1958 gründete die Landesregierung in Bamberg eine Pädagogische Hochschule (PH) mit katholischer Orientierung, die unter dem Dach der Universität Würzburg selbstständig war und Grund- und Hauptschullehrer ausbildete. Wichtige Professoren waren der Theologe Michael Arneth, der Pädagoge Reinhold Ortner und die Volkskundlerin Elisabeth Roth.

### Ausbau zur Universität (ab 1979)
1972 wurden beide Bamberger Hochschulen, die PTH und die PH, zur Gesamthochschule Bamberg zusammengefasst, weil das Konzept der Gesamthochschule noch als zukunftsfähig galt. 1979 wurde diese in die Universität Bamberg umgewandelt. Zuvor hatte die Gesamthochschule sich eine neue Struktur gegeben, welche drei Fakultäten umfasste. Im Anschluss wurden weitere Fakultäten gegründet und umfassten im Jahr 1979 die Fakultäten für Katholische Theologie, Pädagogik, Psychologie und Philosophie, Geschichts- und Geowissenschaften (gegründet 1975), Sprach- und Literaturwissenschaften (1977), Sozial- und Wirtschaftswissenschaften (1977) und den Fachbereich Soziale Arbeit.
1999 ging die Kirche des ehemaligen Dominikanerklosters in Bamberg in den Besitz der Universität über. Nach umfassenden Renovierungen dient sie heute der Universität als Aula für Abschlussfeiern und repräsentative Veranstaltungen.

### Jüngste Entwicklung

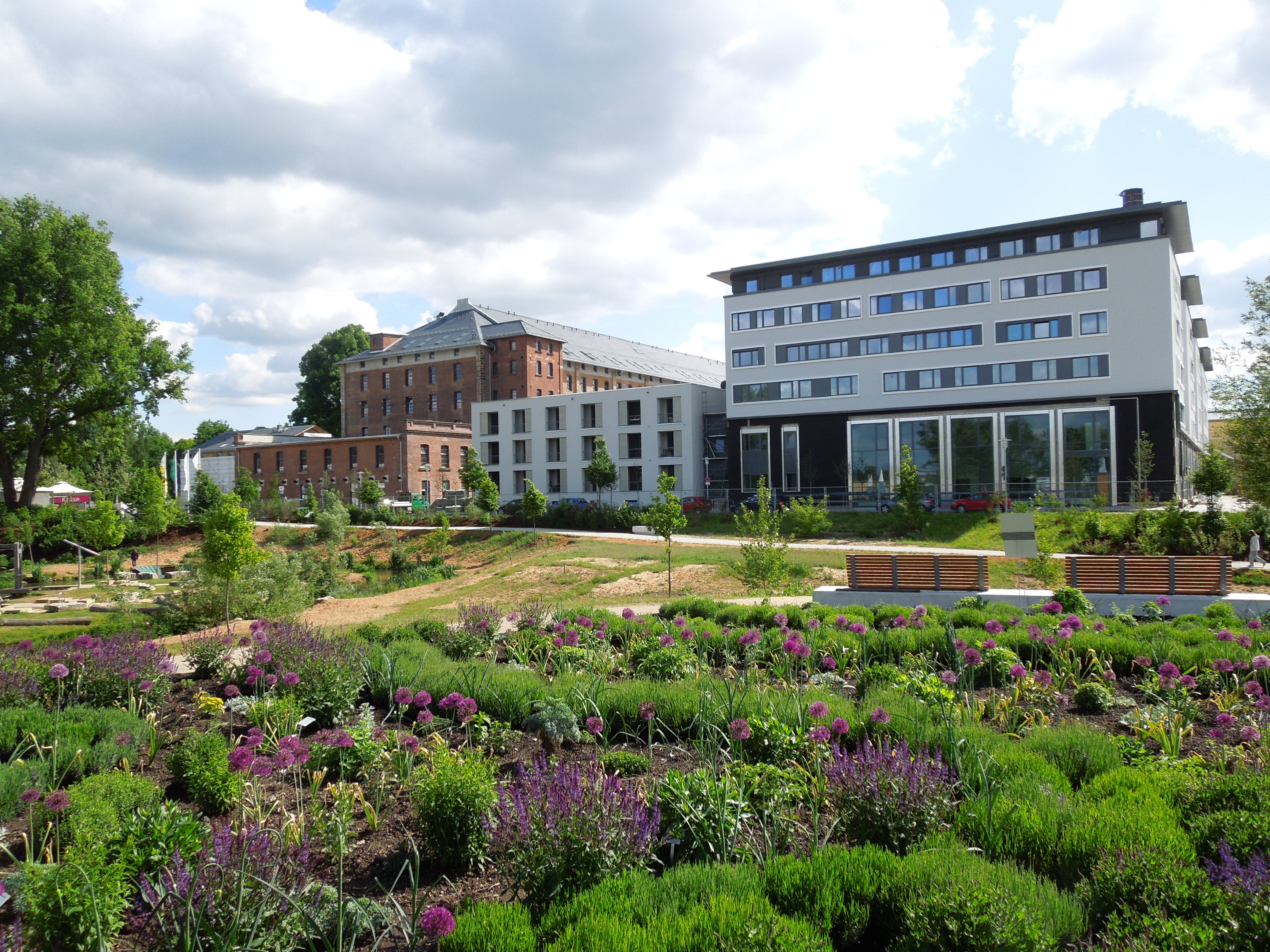
Fakultät Wirtschaftsinformatik und Angewandte Informatik auf der ERBA-Insel

Am 1. Oktober 2001 wurde die Fakultät Wirtschaftsinformatik und Angewandte Informatik aus der Fakultät Sozial- und Wirtschaftswissenschaften ausgegründet.
Im Jahr 2015 beschloss der Universitätsrat die Entwicklungsperspektive 2020. Darin wird die Richtung der strategischen Entwicklung aufgezeigt, die die Universität nehmen will, unter anderem hinsichtlich Forschungsschwerpunkten und -verbünden, Qualitätssicherung bei Promotionen und Nachwuchsförderung, Weiterentwicklung von Lehre, Infrastruktur und Verwaltung sowie Internationalisierung.
Die Universität Bamberg ist seit 2020 am Wiederaufbau der Kathedrale Notre-Dame in Paris beteiligt. Besondere Aufmerksamkeit in der Öffentlichkeit erfuhren zuletzt auch die Ergebnisse der Forschungsgruppe Retourenmanagement.

In jüngster Zeit wird insbesondere die Forschung im Bereich der Künstlichen Intelligenz am bestehenden Fachbereich für Angewandte Informatik vorangetrieben. In einem Wettbewerb des Landes Bayern zur Vergabe von insgesamt 50 Professuren zur Künstlichen Intelligenz gewann die Universität Bamberg mit sieben neuen Professoren die meisten Lehrstühle. Im Jahr 2024 wurde zudem das Bamberger Zentrum für Künstliche Intelligenz (BaCAI) eingerichtet und der Bachelorstudiengang „KI und Data Science“ ins Lehrangebot aufgenommen.

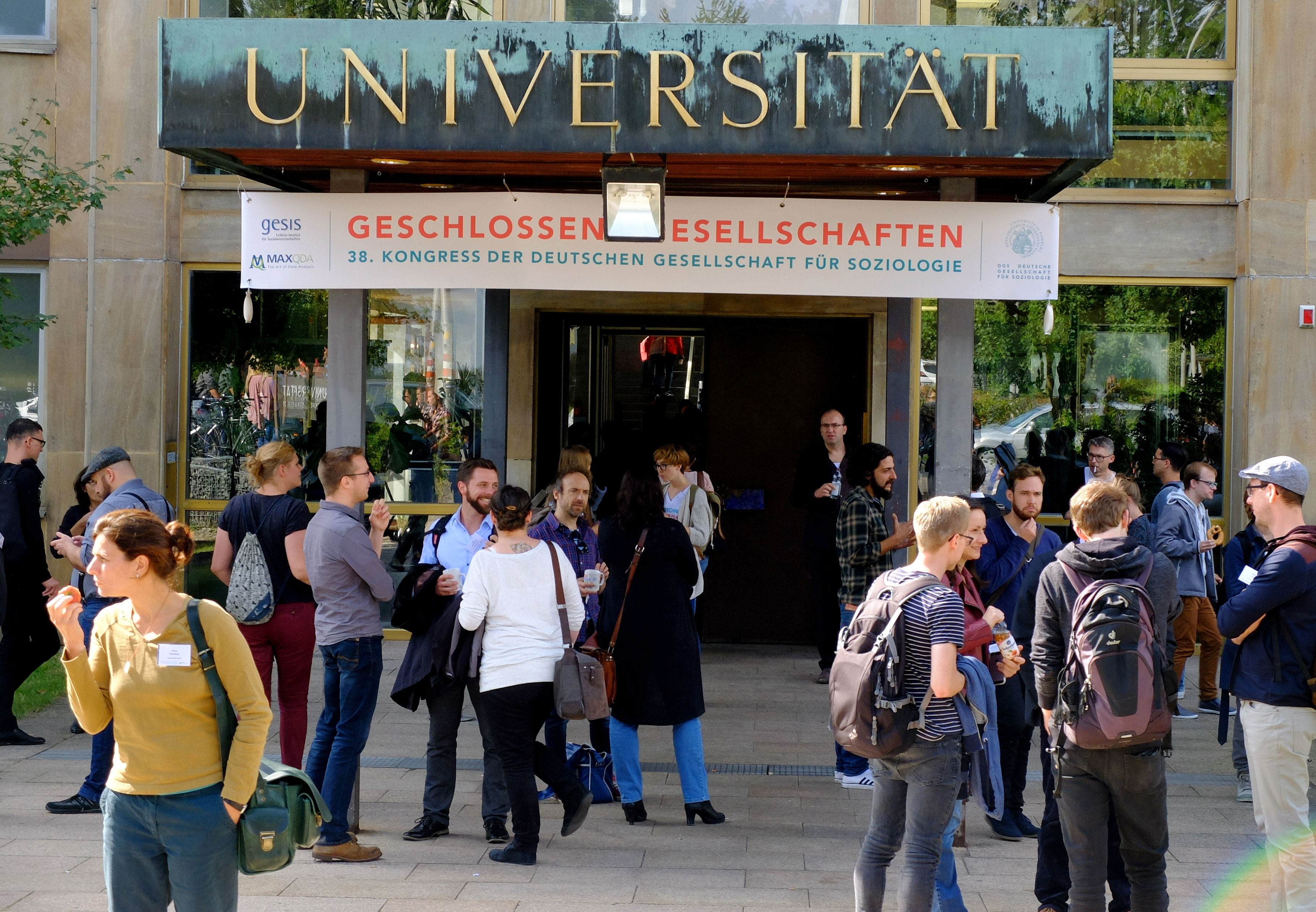
Eingangsbereich Feldkirchenstraße 21 beim Soziologenkongress 2016

## Studium
Das Studienangebot umfasst 34 Bachelor- und 54 Masterstudiengänge sowie Studiengänge der Lehrämter von der Grundschule bis zum Gymnasium (Stand März 2024). Im Wintersemester 2022/2023 waren 11.603 Studenten eingeschrieben, davon 2.142 Erst- und Neueinschreiber. Dies bedeutet eine leichte Abnahme gegenüber dem Vorjahr (12.161 / 2.217). Die universitäre Lehre wird von über 180 Professorinnen und Professoren getragen. Beruflich Qualifizierte können unter bestimmten Voraussetzungen auch ohne Abitur an der Universität Bamberg studieren. Fast alle Studiengänge können in Teilzeit studiert werden.
Angeboten werden unter anderem folgende Studiengänge:
| Geistes- und Kulturwissenschaften | Sozial- und Wirtschaftswissenschaften                       | Humanwissenschaften                                     | Wirtschaftsinformatik und Angewandte Informatik                  |
| --- | ----------------------------------------------------------- | ------------------------------------------------------- | ---------------------------------------------------------------- |
| Geographie (Bachelor) | Betriebswirtschaftslehre (Bachelor & Master)                | Psychologie (Bachelor & Master)                         | Künstliche Intelligenz & Data Science (Bachelor)                 |
| Sozial- und Bevölkerungsgeographie (Master)                                                                                          | Internationale Betriebswirtschaftslehre (Bachelor & Master) | Berufliche Bildung/ Sozialpädagogik (Bachelor & Master) | Angewandte Informatik (Bachelor & Master)                        |
| Geschichte (Bachelor & Master) | Wirtschaftspädagogik (Master)                               | Pädagogik                                               | Wirtschaftsinformatik (Bachelor & Master)                        |
| Interdisziplinäre Mittelalterstudien (Bachelor & Master)                                                                             | Finance and Accounting (Master)                             | Empirische Bildungsforschung (Master)                   | International Information Systems Management (Bachelor & Master) |
| Europäische Ethnologie (Bachelor & Master)                                                                                           | Value Chain Management & Business Ecosystems (Master)       | Erziehung- und Bildungswissenschaft (Master)            | Interaction Research & Design (Master)                           |
| Archäologische Wissenschaften (Bachelor) und spezialisierte Masterstudiengänge (z. B. Archäologie des Mittelalters und der Neuzeit') | European Economic Studies (Bachelor & Master)               | Erwachsenenbildung / Weiterbildung (Master)             | International Software Systems Science (Master)                  |
| Philosophie (Bachelor & Master) | Computational Economics and Politics (Bachelor)             |                                                         | Computing in the Humanities (Master)                             |
| Anglistik, Germanistik, Romanistik, Slavistik (alle Bachelor & Master)                                                               | Survey Statistik (Master)                                   |                                                         | Informatik (Bachelor)                                            |
| Kommunikationswissenschaft | Politikwissenschaft (Bachelor & Master)                     |                                                         |                                                                  |
| Kunstgeschichte | Soziologie (Bachelor & Master)                              |                                                         |                                                                  |

## Forschung

### Forschungsschwerpunkte
- Digitale Geistes-, Sozial- und Humanwissenschaften[21]
- Empirische Sozialforschung mit den Schwerpunkten Bildung und Arbeit[22][23]
- Erschließung und Erhaltung von Kulturgut[24][25]
- Kultur und Gesellschaft im Mittelalter[26][27]

### Wissenschaftliche Einrichtungen

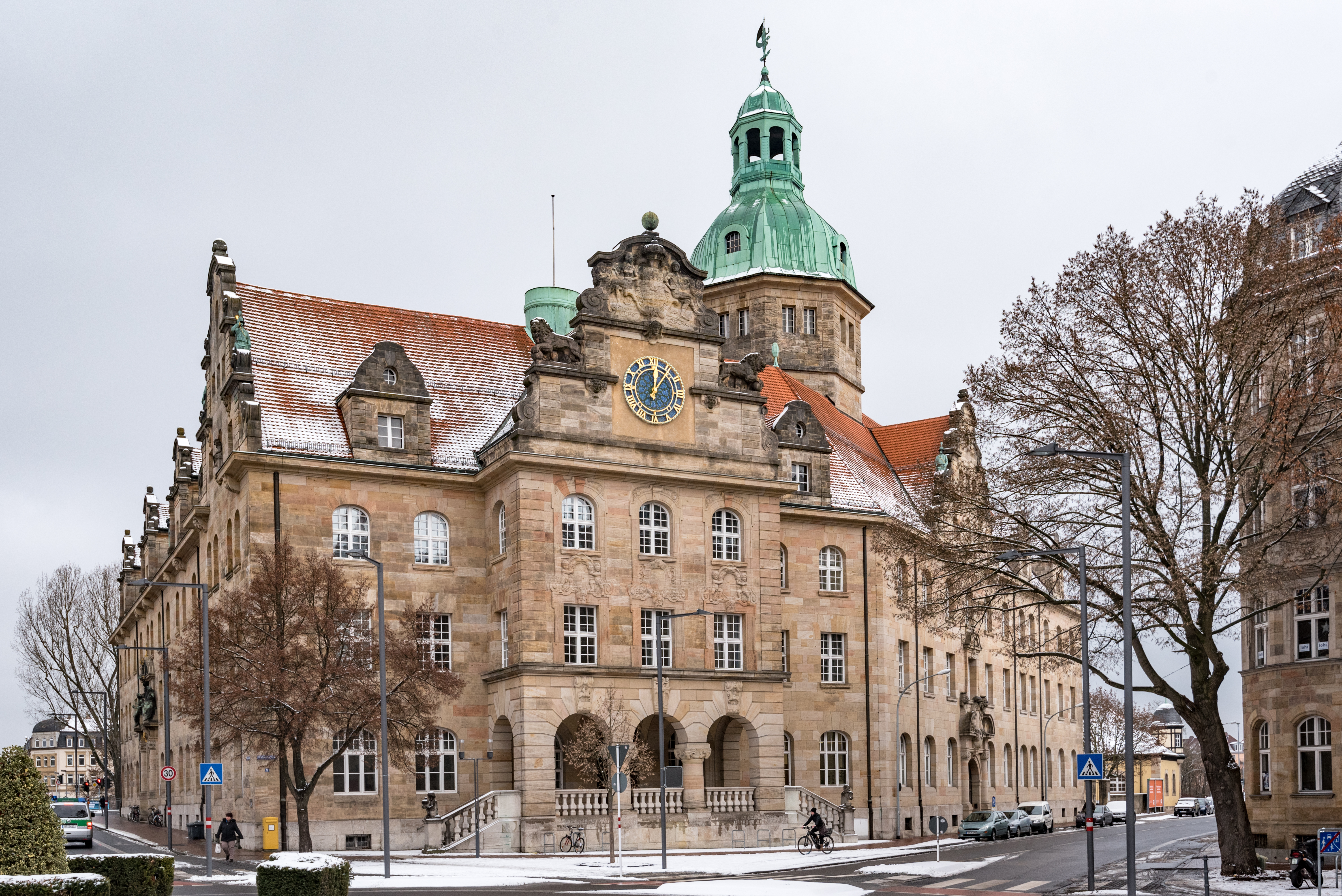
Ehemalige Postdirektion, heute Sitz des Leibniz Instituts für Bildungsverläufe

Wissenschaftliche Einrichtungen an der Universität Bamberg bestehen in Form von Zentren, Instituten, Graduiertenschulen, Kompetenzzentren, Forschungsstellen, Arbeitsstellen, Forschungs- und Lehr-Lern-Labs sowie An-Instituten.
Zentren/Institute:
- Bamberger Centrum für Empirische Studien
- Bamberger Zentrum für Künstliche Intelligenz (BaCAI)
- Institut für Fränkische Landesgeschichte
- Institut Mensch & Ästhetik (IMAE)
- Zentrum für Interreligiöse Studien
- Zentrum für innovative Anwendungen der Informatik
- Zentrum für Mittelalterstudien (ZEMAS)

Bamberger Graduiertenschulen:
- Bamberg Graduate School of Social Sciences (BAGSS)
- Bamberger Graduiertenschule für Affektive und Kognitive Wissenschaften (BaGrACS)
- Bamberger Graduiertenschule für Historische Forschung (BaGraHist)
- Bamberger Graduiertenschule für Linguistik (BaGL)
- Bamberger Graduiertenschule für Literatur, Kultur und Medien (BaGraLCM)
- Bamberger Graduiertenschule für Orient-Studien (BaGOS)
- Bamberger Graduiertenschule für Mittelalterstudien (BaGraMS)
- Bamberger Graduiertenschule für Betriebswirtschaftslehre (BaGSB)

Kompetenzzentren:
- Kompetenzzentrum für Angewandte Personalpsychologie (KAP)
- Kompetenzzentrum Geschäftsmodelle in der digitalen Welt
- Kompetenzzentrum Denkmalwissenschaften und Denkmaltechnologien

Forschungsstellen:
- Volkswirtschaftliche Forschungsstelle BERG
- Psychotherapeutische Ambulanz/Psychotherapeutische Forschungsstelle
- Dietrich-Boenhoeffer-Forschungsstelle für Öffentliche Theologie
- Forschungsstelle für Angewandte Sportwissenschaften
- Forschungsstelle für nachhaltige Güter- und Personenmobilität
- Forschungsstelle Methoden der Normbegründung
- Forschungsstelle Verbraucherfinanzen & Verbraucherbildung
- Forschungsstelle Bamberger Living Lab Demenz (BamLiD)

Arbeitsstellen:
- Arbeitsstelle zur Geschichte des Deutschen als Fremdsprache
- Arbeitsstelle für Parlamentarismus- und Repräsentationsforschung

Forschungs- und Lehr-Lern-Labs
An-Institute:
- Leibniz-Institut für Bildungsverläufe (LIfBi)
- Staatsinstitut für Familienforschung (ifb)

Bibliotheken:
Die Universität hat mehrere Teilbibliotheken, welche Fakultäten und Studienangeboten zugeordnet sind. Es handelt sich dabei um Teilbibliotheken für:
- Theologie und Philosophie
- Humanwissenschaften
- Sozial- und Wirtschaftswissenschaften
- Sprach- und Literaturwissenschaften
- Geschichts- und Geowissenschaften
- Informatik, Kommunikationswissenschaft, Kunst und Musik

### Drittelmittelförderung
Die Deutsche Forschungsgemeinschaft (DFG) fördert beziehungsweise förderte unter anderem folgende Programme an der Universität Bamberg:
- DFG-geförderte Graduiertenschule im Rahmen der Exzellenzinitiative:
  - Seit 2010: Bamberg Graduate School of Social Sciences (BAGSS)[37][38]
- DFG-geförderte Graduiertenkollegs:
  - 2004–2013: Generationenbewusstsein und Generationenkonflikte in Antike und Mittelalter[39]
  - 2002–2011: Märkte und Sozialräume in Europa[40]
- DFG-geförderte Forschergruppe:
  - Seit 2004: Bildungsprozesse, Kompetenzentwicklung und Selektionsentscheidungen im Vorschul- und Schulalter (BiKS)[41][42]

## Organisation und Verwaltung

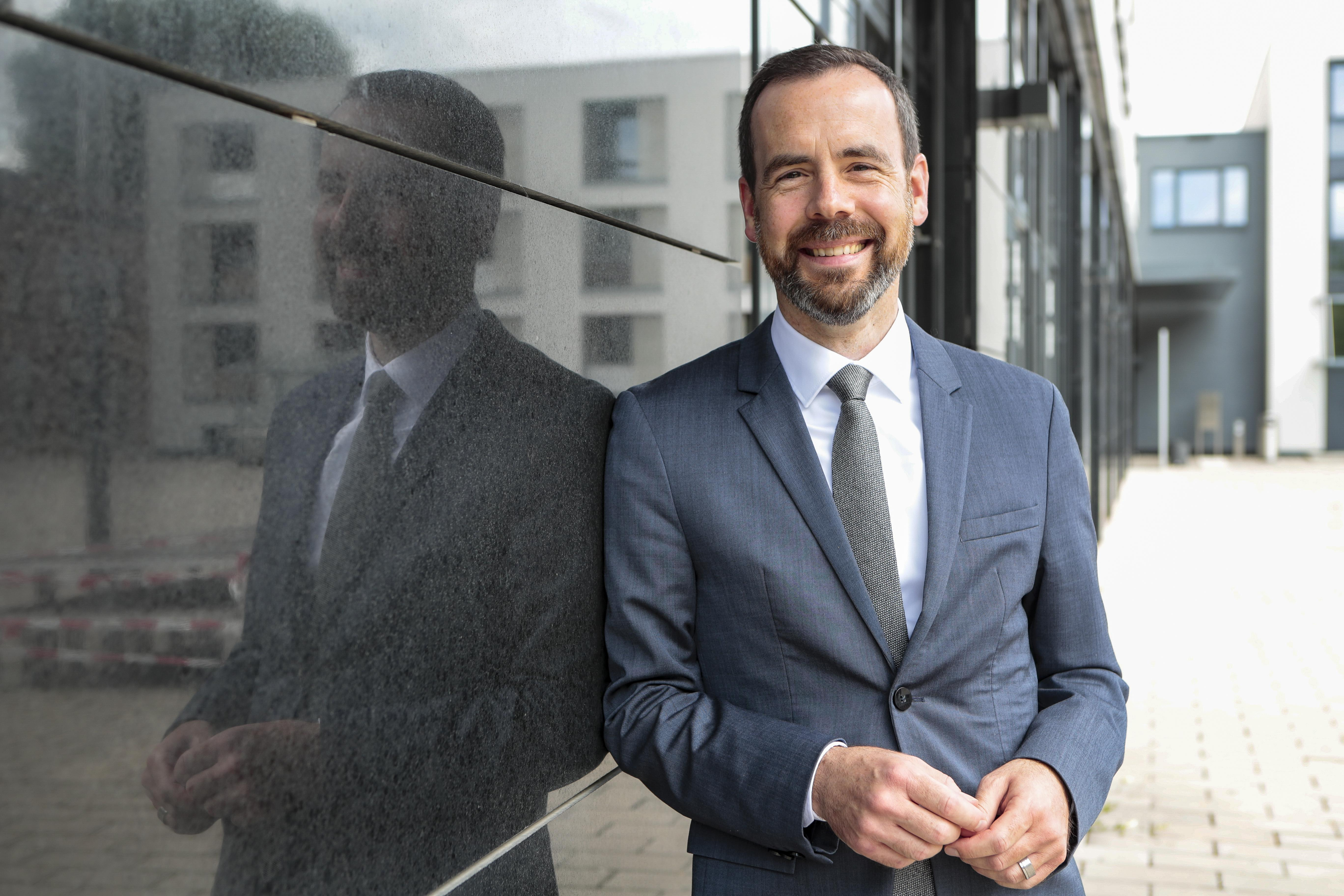
Prof. Dr. Fischbach, Präsident der Universität seit 2020

### Leitung
Die Universität Bamberg wird satzungsgemäß geleitet von einem Präsidenten, drei Vizepräsidenten mit verschiedenen Ressorts sowie einem Kanzler.
Der Universitätsleitung gehören an (Stand September 2024):
- Kai Fischbach (Präsident)
- Sabine Vogt (Vizepräsidentin Diversität und Internationales)
- Thomas Saalfeld (Vizepräsident Forschung und wissenschaftlicher Nachwuchs)
- Stefan Hörmann (Vizepräsident Lehre und Studierende)
- Dagmar Steuer-Flieser (Kanzlerin)

Diese fünf Personen bilden mit den Dekanen der vier Fakultäten die Erweiterte Universitätsleitung der Universität Bamberg.

### Verwaltung

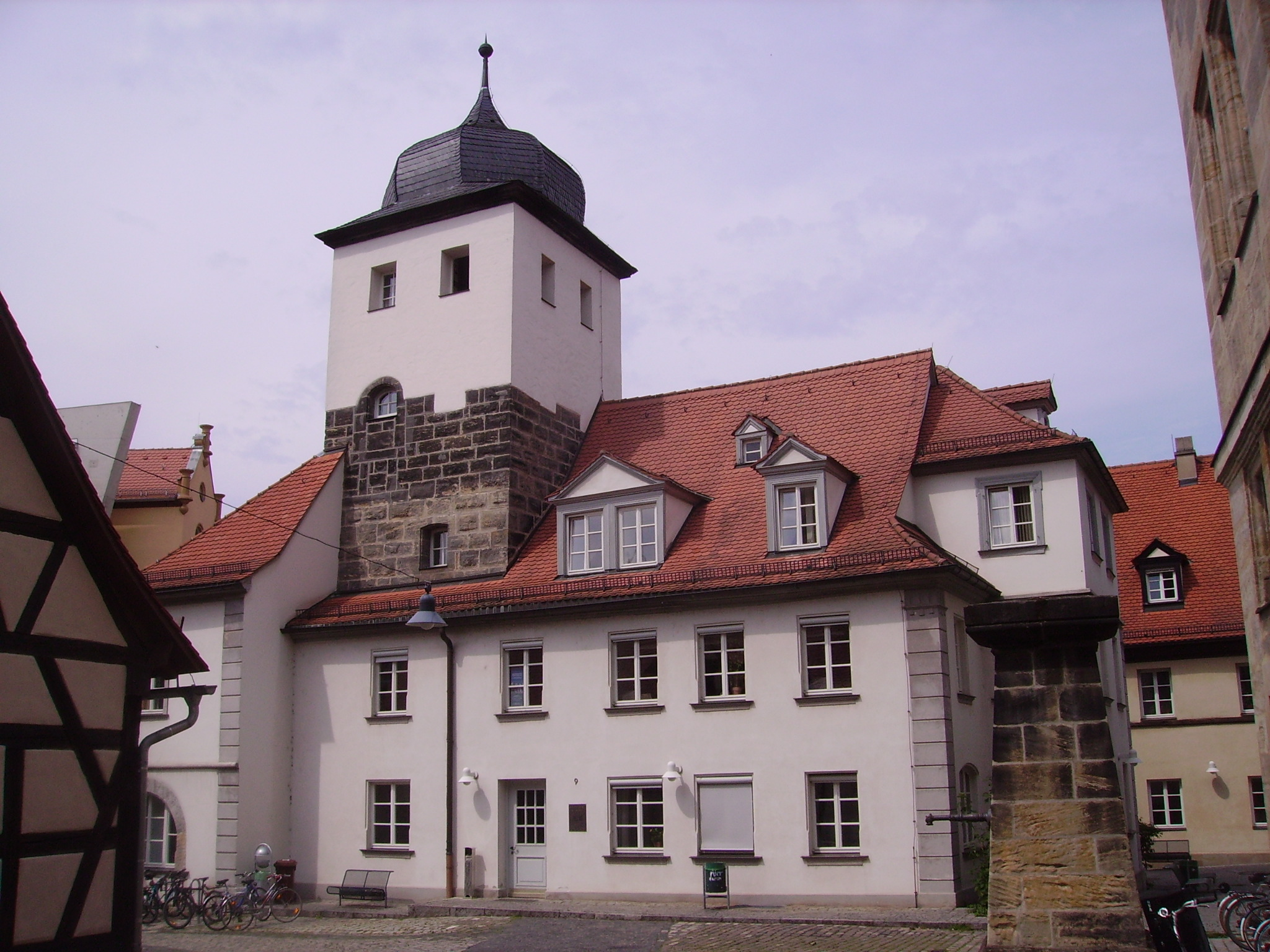
Der ehemalige Burgershof ist heute wichtiger Standort der Universitätsverwaltung in der Altstadt

Die Universitätsverwaltung ist in vier Abteilungen gegliedert:
1. Bau, Flächen und Technischer Dienst,
2. Studium und Lehre,
3. Personal,
4. Haushaltsangelegenheiten.

Zudem gibt es sechs Dezernate für übergreifende Aufgabenstellungen zu den Themen Kommunikation & Alumni, Informationssysteme, Innere Angelegenheiten & Zentrale Aufgaben, Universitätsarchiv, Forschungsförderung & Transfer sowie Planung & Qualitätsmanagement.

### Studierendenvertretung
Die Studierendenvertretung der Universität beruht auf drei verschiedenen, teilweise miteinander verbundenen Beteiligungs- und Repräsentationsformen: die Fachschaftsvertretungen der vier Fakultäten, das Studierendenparlament sowie die studentische Vertretung im Universitätssenat. Die Wahlen zu den studentischen Gremien finden einmal jährlich statt.
Die Fachschaft besteht je nach Größe der Fakultät aus sieben bis neun studentischen Vertretern, die direkt von den Studierenden gewählt werden. Die zwei Fachschaftsmitglieder mit den meisten Stimmen sitzen zudem im Fakultätsrat, dem höchsten Entscheidungsgremium der Fakultät. Der Fakultätsrat entscheidet unter anderem über die Prüfungsordnungen, Einstellung neuer Professoren oder die Vergabe wissenschaftlicher Zuschüsse. Darüber hinaus werden zwei studentische Vertreter in den Senat der Universität entsandt. Diese werden ebenfalls direkt von den Studierenden gewählt. Der Senat ist das höchste universitäre Entscheidungsgremium und bestimmt beispielsweise über die Forschungsschwerpunkte oder die Einführung neuer Studiengänge.
Das Studierendenparlament wurde zum Wintersemester 2020/21 eingeführt und konstituiert sich aus den beiden studentischen Senatoren, jeweils vier Vertretern der einzelnen Fachschaften sowie 17 weiteren direkt gewählten Vertretern von hochschulpolitischen Gruppen. Bei der letzten Wahl im Juni 2023 lag die Wahlbeteiligung bei rund 14 %. Aktuell im Parlament vertreten sind die Hochschulgruppen Bamberger Grün-Linke Studierendeninitiative (BAGLS) mit 10 Sitzen, die Juso-Hochschulgruppe Bamberg (Jusos), der Ring Christlich-Demokratischer Studenten (RCDS) und die AStA-Liste mit jeweils zwei Sitzen sowie die Liberale Hochschulgruppe (LHG) mit einem Sitz.

## Standorte

Im Rotenhan-Palais sind Teile der Universitätsverwaltung untergebracht, unter anderem die Studierendenkanzlei und das Akademische Auslandsamt (Kapuzinerstraße 25).

Viele Einrichtungen der Universität sind in historischen Gebäuden in der Altstadt untergebracht und Bestandteil des UNESCO-Welterbes Altstadt von Bamberg. Die Institute der Fakultät Geistes- und Kulturwissenschaften und Teile der Universitätsverwaltung befinden sich etwa im ehemaligen Jesuitenkolleg, dem ehemaligen Hochzeitshaus, dem ehemaligen Schlachthaus, dem ehemaligen Bauhof sowie der ehemaligen Feuerwache. Die Fakultät Humanwissenschaften befindet sich in der ehemaligen Frauenklinik am Markusplatz (Marcushaus), dem Geburtsort von Thomas Gottschalk. In der angrenzenden Markusstraße entstanden in jüngster Zeit neue Hörsaal- und Institutsgebäude.
Die Fakultät Sozial- und Wirtschaftswissenschaften befindet sich in der Feldkirchenstraße (im Volksmund Feki), in der Kärntenstraße sowie in der Kirschäckerstraße. In der Feldkirchenstraße sind auch die Zentralbibliothek der Universitätsbibliothek Bamberg und das Rechenzentrum der Universität angesiedelt.
2012 wurde die Universität um einen Neubau erweitert: Die Fakultät Wirtschaftsinformatik und Angewandte Informatik sowie das Institut für Kommunikationswissenschaft zogen um auf das Gelände der ehemaligen Baumwollspinnerei Erlangen-Bamberg am nördlichen Ende der Inselstadt, landläufig auf die Erba. In einem ehemals industriell genutzten Ziegelbau entstanden in unmittelbarer Nähe etwa 300 Studierendenapartements.
Ab 2023 wird das ehemalige Hallenbad am Margaretendamm zum neuen Universitätssportzentrum umgebaut.

## Persönlichkeiten
- Ein Honorarprofessor der Universität Bamberg ist der ehemalige Bamberger Lehrstuhlinhaber Heinrich Bedford-Strohm, Landesbischof der Evangelisch-Lutherischen Kirche in Bayern und Ratsvorsitzender der Evangelischen Kirche in Deutschland.[57]
- Herbert Brücker, von 2008 bis 2018 Professor für Volkswirtschaftslehre an der Universität Bamberg, leitet seit 2005 den Forschungsbereich Migration, Integration und internationale Arbeitsmarktforschung am Institut für Arbeitsmarkt- und Berufsforschung (IAB) in Nürnberg.[58]
- Godehard Ruppert hat 24 Jahre als Mitglied der Universitätsleitung eine grundlegende Strukturreform und Profilierung der Universität betrieben und die Grundlage für die Ansiedlung eines außeruniversitären Forschungsinstituts der Leibniz-Gemeinschaft betrieben. Ende September 2020 schied er als der am längsten amtierende Präsident einer deutschen Universität aus. „Als Rektor und als Präsident hat Godehard Ruppert mit seiner einmaligen, besonderen Persönlichkeit die Universität Bamberg in vielerlei Hinsicht weiterentwickelt und auf Zukunftskurs gebracht“, betonte Wissenschaftsminister Bernd Sibler bei der feierlichen Verabschiedung.[59]
- Thomas Laubach (nach Heirat Thomas Weißer) ist ein römisch-katholischer Theologe. Er ist Textautor für christliche Popsongs wie etwa „Da berühren sich Himmel und Erde“, „Du sei bei uns“ oder „Gott sei über dir“. Lange Jahre war er Mitglied der bundesweit bekannten Band RUHAMA.[60]

## Absolventen
Namhafte Absolventen sind etwa
- Tommy Jaud (* 1970), Schriftsteller
- Anja Miller (* 1971), Leiterin des BR-Studios Franken
- Emmi Zeulner (* 1987), MdB
- Lisa Badum (* 1983), MdB
- Natalie Amiri (* 1978), Journalistin
- Riccardo Basile (* 1991), Journalist
- Brigitte Mohn (* 1964), Unternehmerin
- Wolf-Dieter Montag (1924–2018), Sportmediziner

## Rankings
Im Wirtschaftswoche-Ranking des Jahres 2018, wo die Beliebtheit von Universitäten bei Personalern festgehalten wird, befindet sich die Universität Bamberg unter den genannten deutschen Universitäten auf Platz 54 (zusammen mit vier anderen Universitäten) von 67 im Fach Betriebswirtschaftslehre, auf Platz 33 (zusammen mit vier anderen Universitäten) von 52 im Fach Volkswirtschaftslehre, auf Platz 19 (zusammen mit vier anderen Universitäten) von 36 im Fach Wirtschaftsinformatik sowie auf Platz 60 (zusammen mit einer anderen Universität) von 60 im Fach Informatik. Im Hochschulranking des Centrums für Hochschulentwicklung (CHE) erhielten 2019 insbesondere die Fächer Anglistik/Amerikanistik, Erziehungswissenschaft, Germanistik, Psychologie und Romanistik der Universität Bamberg zahlreiche gute und sehr gute Noten. Im Jahr 2021 wurden im CHE-Ranking insbesondere die hervorragenden Studienbedingungen in den Bamberger Informatikstudiengängen ausgezeichnet. 2022 erhielt die Universität Bamberg erneut Spitzennoten in den Fächern Erziehungswissenschaft, Germanistik und Psychologie, 2023 unter anderem in den Fächern Wirtschaftsinformatik und Volkswirtschaftslehre. Die Online-Lernplattform Preply kürte Bamberg im Oktober 2022 zur drittbesten Studienstadt Deutschlands und zur besten Bayerns. Bei der Studie wurden Faktoren wie Sozialleben, Lebensqualität, Nachhaltigkeit und Erschwinglichkeit untersucht.